# Costești (Argeș)
Costești is een stad (oraș) in het Roemeense district Argeș. De stad telt 10.797 inwoners (2007).